# Kamila Skolimowska
Kamila Skolimowska, née le 4 novembre 1982 à Varsovie, morte le 18 février 2009, est une athlète polonaise. Elle a été championne olympique du lancer du marteau en 2000 à Sydney.

## Biographie
De père haltérophile et de mère discobole, Kamila Skolimowska commence le sport à l'âge de 11 ans. À 12 ans, elle remporte une médaille de bronze en haltérophilie. Elle se met à lancer le marteau et remporte les championnats de Pologne, alors qu'elle appartient à la catégorie "benjamine". 
En 1997 elle devient championne d'Europe junior, alors que le marteau vient de faire son apparition dans cette compétition.
En 2000 elle porte le record du monde junior successivement à 69,13 m puis 70,62 m et enfin 71,16 m lorsqu'elle devient la première championne olympique du lancer de marteau féminin aux Jeux olympiques de Sydney, à l'âge de 17 ans et demi.
Parallèlement, elle soutient une maîtrise d'économie à l'Université de Varsovie et travaille dans la Police (condition physique des policiers).
En 2001 elle échoue à la 4e place des championnats du monde. En fin de saison elle remporte la finale du Grand Prix IAAF à Melbourne. Avec un lancer à 71,71 m elle améliore son record du monde junior. Celui-ci sera battu en 2004 par Zhang Wenxiu mais reste le record d'Europe junior jusqu'en 2021. 
Kamila Skolimowska meurt d'une embolie pulmonaire le 18 février 2009, lors d'un rassemblement de l'équipe polonaise d'athlétisme à Faro, au Portugal.
Elle détient 11 titres nationaux.

## Palmarès

### Jeux olympiques d'été
- Jeux olympiques de 2000 à Sydney,  Australie
  -  Médaille d'or du lancer du marteau

### Championnats du monde
- 4e des Championnats du monde 2001 à Edmonton,  Canada
- 8e des Championnats du monde 2003 à Paris-Saint-Denis,  France
- 7e des Championnats du monde 2005 à Helsinki,  Finlande
- 4e des Championnats du monde 2007 à Osaka,  Japon

### Championnats d'Europe
- 7e des Championnats d'Europe 1998 à Budapest,  Hongrie
- Médaille d'argent des Championnats d'Europe 2002 à Munich,  Allemagne
- Médaille de bronze des Championnats d'Europe 2006 à Göteborg,  Suède

## Varia
Un spectacle créé en Pologne en 2008 lui a été consacré : Corps de Femme 1-Le marteau de Judith Depaule, cie Mabel Octobre. 
Joué en Pologne (en polonais et en français) puis en France, ce spectacle qui inclut des vidéos de Kamila Skolimowska (interviews, entrainement..) est le premier volet d'un projet européen en 4 étapes sur le corps de la femme et les critères de féminité, à travers le portrait de sportives : le marteau, le rugby, la lutte et le javelot ; chaque partie se déroule dans un pays différent (Pologne, France, Allemagne, Turquie).